# ディラン・コリアー
ディラン・コリアー（Dylan Collier、1991年4月27日 - ）は、ニュージーランドのラグビー選手。

## プロフィール
- ニュージーランド・オポティキ出身[1]。
- ポジションはセンター(CTB)。
- 身長 191cm、体重 100kg
- 元ラグビーリーグの選手だった[2]。

## 略歴
2021年、東京五輪の7人制ニュージーランド代表に選ばれて銀メダル獲得。
2024年、パリ五輪の7人制ニュージーランド代表に選ばれた。